# 贵由
貴由汗（秘史记音：古余克；1206年—1248年4月），又译库裕克，大蒙古国第三任大汗，孛儿只斤氏，窩闊台長子，乃馬真后所生，1246年8月24日－1248年在位，计2年。
至元三年（1266年）十月，太庙建成，追尊庙号定宗，谥简平皇帝，在宗庙中祭位排在忽必烈之父拖雷后、忽必烈之兄蒙哥前，列祭于第七室。

## 生平
早年參加征伐金朝，俘虜了其親王。又曾經参与西征欧洲。后来成为蒙古帝国大汗的贵由、蒙哥和忽必烈堂兄弟三人都是蒙古第二次西征时拔都的部下。
1241年12月11日，贵由的父亲窝阔台去世，汗位虚悬，贵由的母亲乃马真脱列哥那称制，法纪混乱，很多宗王贵族滥发牌符征敛财物，唯有拖雷家族没有这样做，赢得了声誉。乃马真后欲立长子贵由为大汗，拔都与贵由不和，一直不肯参加选汗大会，后来成吉思汗幼弟铁木哥斡赤斤也领兵来争位，帝国面临汗位争夺战和混乱的危险。拖雷的遗孀唆鲁禾帖尼决定率诸子参加忽里勒台大会。1246年8月24日，宗王大臣们拥立贵由登基，贵由成为大蒙古国大汗，“全体宗王们脱帽，解开宽腰带，把贵由扶上金王位，以汗号称呼他，到会者对新君九拜表示归顺，在帐外的藩王及外国使臣等也同时跪拜称贺。”
贵由登基后，虽其本人很有权威，但因沉湎酒色、手足痉挛，無所作为、不理政事，多委于下臣。
1248年春，貴由親率大軍西征拔都，至橫相乙兒（今新疆青河縣東南）病死。一說被拔都系势力毒殺。
1246年8月24日至1248年4月20日在位，在位仅一年八个月。

## 和罗马教宗的交往
贵由在位期间和罗马教宗有交往。歐洲諸國傳言蒙古大汗信仰基督教，因此教宗诺森四世派遣若望·柏郎嘉宾出使，希望勸說蒙古大汗不要傷害基督徒，同時要他深入了解蒙古人的風土民情、作戰方式等。1245年4月16日从法国里昂出发，途经神圣罗马帝国、波兰王国和基辅罗斯等国（他于1246年2月3日离开基辅）。1246年4月4日，他在伏尔加河下游的萨莱（今伏尔加河下游阿斯特拉罕附近）受到钦察汗拔都的接见。拔都派他去蒙古草原见大汗，他经过讹答剌、伊犁河下游、叶密立河—翻越阿尔泰山，向东抵达蒙古草原。
1246年7月22日，他抵达距离哈拉和林只有半天路程的地方，选举大汗的忽里勒台大会正在此召开。他目睹了1246年8月24日贵由的当选，并留下了对贵由的生动描述：“在他当选时，约有四十，最多四十五岁。他是中等身材，非常聪明、极为精明，举止极为严肃庄重。从来没有看见他放声大笑，或者是寻欢作乐。”最後他未能说服贵由皈依天主教，得到贵由的回信后，于1246年11月13日离开蒙古草原，向西踏上归途，经伏尔加河下游的拔都驻地返回西方，1247年9月5日他到达拔都驻地，又经基辅返回西方。

## 凉州会盟与吐蕃归附
1247年，吐蕃诸部宗教界领袖萨迦班智达·贡嘎坚赞（简称萨班）同大蒙古国皇子西凉王阔端（贵由之弟）在凉州（今中国甘肃武威市）议定了吐蕃归附的条件，其中包括呈献图册，交纳贡物，接受派官设治，吐蕃地区纳入大蒙古国治下，史称“凉州会盟”。

## 窝阔台家族的衰落

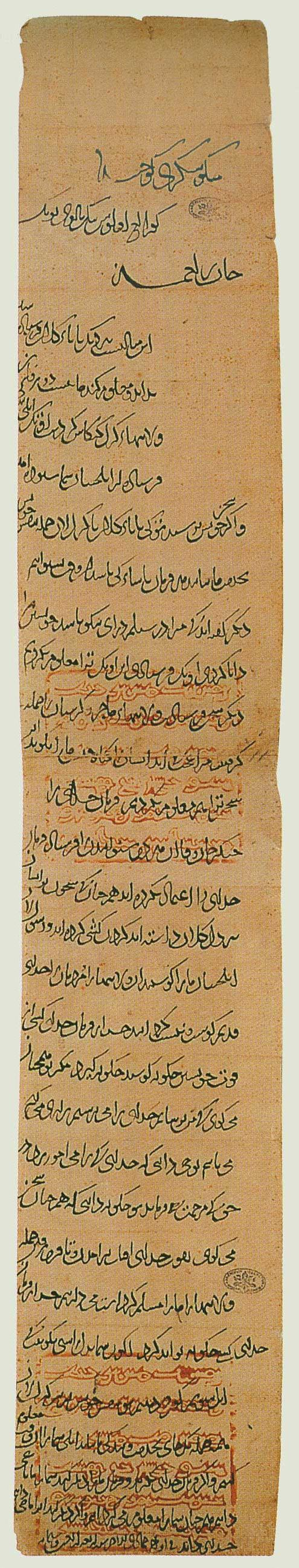
1246年 贵由致英诺森四世的信件

根据《新元史》记载，1248年农历三月（1248年4月），贵由带兵準備西征拔都，途中病逝于横相乙儿（今新疆青河东南），距離別失八里一天路程。
贵由死后，其遗孀斡兀立海迷失临朝称制，由於贵由与拔都早年不和，拔都拒絕奔喪。为了对抗窝阔台家族，拔都以长支宗王的身份遣使邀请宗王、大臣到他在中亚草原的驻地召开忽里勒台大会，商议推举新大汗。窝阔台系和察合台系的宗王们多数拒绝前往，海迷失后只派大臣八剌为代表到会。托雷的遺孀唆鲁禾帖尼则命长子蒙哥率诸弟及家臣应召前往。
1250年，忽里勒台大会在中亚地区拔都的驻地召开，拔都在会上极力称赞蒙哥能力出众，又有西征大功，应当即位，并指出擁立贵由违背了窝阔台的遗命（窝阔台遗命失烈门即位），窝阔台后人无继承汗位的资格。大会通过了拔都的提议，推举蒙哥为大汗。窝阔台、察合台两家拒不承认，唆鲁禾帖尼和蒙哥又遣使邀集各支宗王到斡难河畔召开忽里勒台大会，拔都派其弟别儿哥率大军随同蒙哥前往斡难河畔，但窝阔台、察合台两家很多宗王仍不肯应召，大会拖延了很长时间。
由于蒙哥的母亲唆鲁禾帖尼的威望甚高，并且善于笼络宗王贵族，多数宗王大臣最终应召前来，1251年农历六月在蒙古草原斡难河畔举行忽里勒台大会。元宪宗元年农历六月十一日（1251年7月1日），宗王大臣们共同拥戴蒙哥即大汗位。此后，为了巩固汗位，唆鲁禾帖尼在镇压反对者时毫不留情，并亲自下令处死贵由的皇后斡兀立海迷失。
自此汗位繼承便由窝阔台家族转移到了拖雷家族，然而皇族内部的分歧为后来大蒙古国的分裂埋下伏筆。

## 家庭

### 妻妾
- 元妃乌兀儿黑迷失，姓蔑儿乞氏，贵由称帝前的元妃，卒年不详
- 三皇后海迷失，1266年元世祖忽必烈上谥号钦淑皇后
- 乃蠻真皇后（窩闊台六皇后朵列格捏之妹）

### 儿子
- 长子 忽察太子，子完者也不干
- 次子 腦忽太子，无子
- 三子 禾忽大王，子秃鲁，1272年元世祖封为南平王，赐龟纽银印

### 女儿
- 赵国公主 叶里迷失，下嫁君不花
- 公主 巴巴哈尔，下嫁火赤哈尔的斤

## 相關史料
- 《史集》，蒙古帝国伊儿汗国史學家拉施特撰寫。
- 《世界征服者史》，蒙古帝国伊儿汗国史學家志费尼撰寫。
- 《元史·定宗本紀》 （页面存档备份，存于），明朝官修正史
- 《新元史·定宗本纪》 （页面存档备份，存于），民国官修正史
- 《续资治通鉴》（页面存档备份，存于），清朝史学家毕沅撰写。
- 《元史类编》，清朝史学家邵远平撰写。
- 《元史新编》，清朝史学家魏源撰写。
- 《元书》，清朝史学家曾廉撰写。
- 《蒙兀儿史记》，清末民初史学家屠寄撰写。

## 評價
- 明朝官修正史《元史》宋濂等的評價是：“三年戊申春三月，帝崩于横相乙儿之地。……是岁大旱，河水尽涸，野草自焚，牛马十死八九，人不聊生。诸王及各部又遣使于燕京迤南诸郡，征求货财、弓矢、鞍辔之物，或于西域回鹘索取珠玑，或于海东楼取鹰鹘，驲骑络绎，昼夜不绝，民力益困。然自壬寅以来，法度不一，内外离心，而太宗之政衰矣。”[12]

- 清朝史学家毕沅《续资治通鉴》的評價是：“自太宗皇后称制以来，法度不一，内外离心。至是国内大旱，河内尽涸，野草自焚，牛马死者十八九，人不聊生。诸王及各部，又遣使于诸郡征求货财，或于西蕃、回鹘索取珠玑，或于东海搜取鹰、鹘、驿骑络绎，昼夜不绝，民力益困。皇后立库春子实勒们听政，诸王大臣多不服。”[13]

- 清朝史学家魏源《元史新编》的評價是：“连岁大旱，河水尽涸，野草自焚，牛马十死八九，人不聊生。诸王及各部又遣使于燕京迤南诸郡，征求货财，或于西域、回鹘索取珠玑，或于海东搜取鹰鹘，驿骑不绝，内外离心，故无可纪。然自太祖崩后，拖雷监国者一年，太宗崩后，六皇后称制者四年，定宗之后，皇后临朝者又几四年，前后凡九载无君而国不乱，卒能创业垂统，上竝漢、唐者，则皆宗王宿将维持拱卫，根干蟠据之力。”[14]

- 清朝史学家曾廉《元书》的評價是：“论曰：定宗之世，事多缺漏，而前史曰：‘ 帝崩之岁大旱，河水尽涸，野草自焚，牛马十死八九，人不聊生。诸王及各部又遣使于燕京迤南诸部，征求货财、弓矢、鞍辔，或于西域回鹘索取珠玑，海东索取鹰鹘，驿骑络绎，昼夜不绝，民力益困。然自壬寅以来，法度不一，内外离心，而太宗之政衰矣。’其言壬寅，盖以昭慈皇后称制时言之也。夫定宗即位时，年四十矣，而不能辑诸王侯大将，纪解威亵，此太宗之不谋付以匕图者乎？然在于汉亦孝惠之亚也。惟无良臣为之辅弼，而宗藩党羽遂成，以夺皇阼。炎异之丛，兴其足信耶？而失烈门则太宗遗诏所立也。前史复曰：定宗崩后，三岁无君。蒙哥之党之不欲以为君，非蒙古之无君也。窜之北陲，并逐太宗皇后而弑定宗皇后，可不谓之逆哉！自是而太宗子孙亦不欲以蒙哥兄弟为君，逮于海都，而中原震矣。”[15]

- 中華民国史学家屠寄《蒙兀儿史记》的評價是：“汗严重有威，临御未久，不及设施，惟乃蛮真可敦称制时，威福下移，汗既亲政，纲纪粗立，君权复尊，自幼多疾，成吉思汗尝命亦鲁王之祖忽鲁扎克为之主膳。中年性好酒色，手足有拘挛之病，在位之日，常以疾不视事，事多决于大臣镇海、合答二人云。”[16]

- 中華民国官修正史《新元史》柯劭忞的評價是：“史臣曰：定宗诛奥部拉合蛮，用镇海、耶律铸，赏罚之明，非太宗所及。又乃马真皇后之弊政，皆为帝所铲革。旧史不详考其事，谓前人之业自帝而衰，诬莫其矣。” [17]

## 纪年
根据《元史·定宗本紀》整理。
| 元定宗简平皇帝 | 元年   | 二年   | 三年   |
| -------------- | ------ | ------ | ------ |
| 公元           | 1246年 | 1247年 | 1248年 |
| 干支           | 丙午   | 丁未   | 戊申   |

## 影視作品
- 2005年中国电影《月圆凉州》

## 延伸阅读
[在维基数据编辑]
 《元史/卷002》，出自宋濂《元史》
 《新元史/卷005》，出自柯劭忞《新元史》
 在维基共享资源阅览影像